# Tamás Krisztián
Tamás Krisztián (Budapest, 1995. április 18. –) magyar labdarúgó, az Újpest játékosa.

## Pályafutása

### Klubcsapatokban

#### Fiatal évei
2005-ben került az Újpest ifjúsági csapatához, ahol három évet töltött el. 2008 nyarán csatlakozott a Szombathelyi Haladás akadémiájához. Három évvel később innen igazolt az olasz AC Milanhoz, miután megfelelt az olasz klubnál a próbajáték ideje alatt.

#### AS Varese
2014. július 27-én kölcsönbe került az olasz másodosztályú AS Varese csapatához egy szezonra. Augusztus 17-én debütált a klubban, a Juve Stabia elleni Olasz Kupa mérkőzésen.

#### Slavia Praha
2015. január 30-án a cseh Slavia Praha vette kölcsön fél évre. Új csapatában a Slovan Liberec elleni bajnokin mutatkozott be február 21-én. Összesen 11 bajnokin kapott lehetőséget.

#### Spezia
A 2015-16-os szezon kezdetén a Spezia szerződtette.

#### Gyirmót FC
A 2017-es téli átigazolási szezon végén hazaszerződött a Gyirmót FC csapatához, ahol másfél évre kötelezte el magát. Február 18-án játszotta első mérkőzését a magyar élvonalban a Paksi FC elleni mérkőzésen, amely 0-0-ra végződött. A Gyirmót színeiben hét bajnoki és egy kupamérkőzésen lépett pályára. A szezon végén a Videoton szerződtette.

#### Videoton FC
A 2017-es nyári átigazolási szezon elején a Videotonhoz igazolt, ahol 2020 júniusáig szóló szerződést írt alá.

#### Zalaegerszegi TE
A 2019-2020-as szezont megelőzően az újonc Zalaegerszeghez került kölcsönbe.

#### Budapest Honvéd
2020. július 15-én a Budapest Honvéd és a MOL Fehérvár hivatalos honlapján jelentette be, hogy a két klub megegyezett egymással Tamás átigazolásáról. A hátvéd két és féléves szerződést írt alá a fővárosi klubbal. Három szezont töltött a Honvédnál, ám amikor a csapat a 2022-2023-as idény végén kiesett az élvonalból, nem hosszabbította meg lejáró szerződést. 

#### Újpest
2023. június 14-én nevelőklubjához, az Újpesthez igazolt.

### A válogatottban
Részt vett a 2014-es magyarországi U19-es labdarúgó-Európa-bajnokságon, és a 2015-ös új-zélandi U20-as labdarúgó-világbajnokságon. 2018. augusztusában meghívót kapott Marco Rossi szövetségi kapitánytól a finn és a görög válogatott elleni Nemzetek Ligája mérkőzésekre készülő magyar válogatott 23 fős keretébe.

## Sikerei, díjai
Videoton
- Magyar bajnok (1): 2017-18